# Reifencom
Die Reifencom GmbH (Eigenschreibweise: reifencom) ist ein deutsches Unternehmen mit Sitz in Hannover, das Reifen, Felgen, Kompletträder und Zubehör handelt und montiert.

## Unternehmen

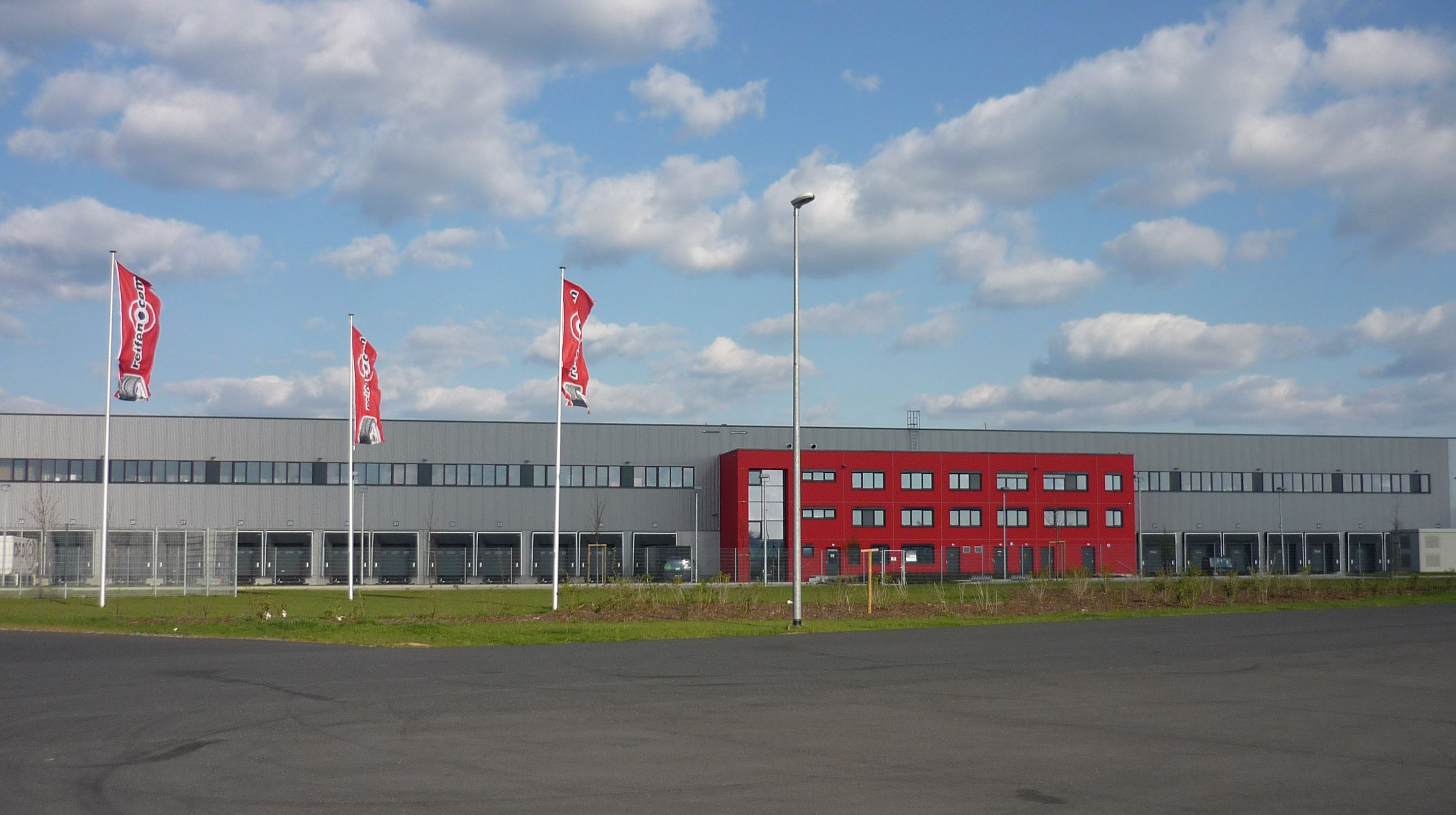
Logistikzentrum in Hildesheim

Das Unternehmen besteht seit 1989. In seiner heutigen Form entstand es 2001 als Zusammenschluss der Reifen-Center GmbH aus Hannover und der Tyrex Reifen-Center GmbH (vormals Autoreparatur Heiko Knigge GmbH) aus Bielefeld. Seit 2012 firmieren beide Unternehmen als Reifencom GmbH. Die Gesellschaft mit Sitz in Bielefeld fungiert dabei als Konzern, der 100 Prozent der Anteile der Reifencom GmbH mit Sitz in Hannover hält. Beide Unternehmen betreiben eine gemeinsame Einkaufsgesellschaft (jeweils 50 %). Durch Verschmelzung der beiden Reifencom-Reifenhandelsunternehmen sowie der gemeinsamen Reifencom-Einkaufsgesellschaft entstand 2018 schließlich die neue Reifencom GmbH. Gleichzeitig erfolgte die Sitzverlegung von Bielefeld nach Hannover.
Die Produkte und Dienstleistungen des Unternehmens werden sowohl im Onlineshop als auch in Filialen an insgesamt 37 Standorten vertrieben. Bestellungen aus dem Onlineshop können auch direkt in eine der 37 Reifencom Filialen, an einen der 240 angeschlossenen Premiumpartner oder an einen der über 3.500 Montagepartner die Filialen geliefert werden. Die Reifencom GmbH betreibt unter anderem in Hildesheim ein Logistikzentrum. International wird das Angebot des Unternehmens über diverse nationale Websites bereitgestellt. Neben ihrer regulären Geschäftstätigkeit unterstützt die Reifencom GmbH diverse U10-Fußballteams, unter anderem aus Düsseldorf, Frankfurt am Main und Wuppertal.
Ende 2015 übernahm der indische Reifenhersteller Apollo Tyres das Unternehmen.